# Diabantia perparva
Diabantia perparva är en bönsyrseart som beskrevs av Toledo Piza 1973. Diabantia perparva ingår i släktet Diabantia och familjen Thespidae. Inga underarter finns listade i Catalogue of Life.